# Euceros ruficeps
Euceros ruficeps är en stekelart som beskrevs av Barron 1978. Euceros ruficeps ingår i släktet Euceros och familjen brokparasitsteklar. Inga underarter finns listade i Catalogue of Life.